# Club Atlético Osasuna 2017-2018
Questa voce raccoglie le informazioni riguardanti il Club Atlético Osasuna nelle competizioni ufficiali della stagione 2017-2018.

## Maglie e sponsor
| Casa | Trasferta |

Sponsor ufficiale: nessuno
Fornitore tecnico: Adidas

## Organico

### Rosa
| N. |                            | Ruolo | Calciatore      |
| -- | -------------------------- | ----- | --------------- |
| 1  | Spagna (bandiera)          | P     | Sergio Herrera  |
| 2  | Spagna (bandiera)          | D     | Javier Flaño    |
| 3  | Rep. Dominicana (bandiera) | D     | Tano Bonnín     |
| 4  | Spagna (bandiera)          | D     | Miguel Flaño    |
| 5  | Spagna (bandiera)          | D     | David García    |
| 6  | Spagna (bandiera)          | C     | Oier            |
| 7  | Spagna (bandiera)          | A     | David Rodríguez |
| 8  | Spagna (bandiera)          | C     | Fran Mérida     |
| 9  | Spagna (bandiera)          | A     | Oriol Riera     |
| 10 | Spagna (bandiera)          | C     | Roberto Torres  |
| 11 | Spagna (bandiera)          | D     | Carlos Clerc    |
| 12 | Spagna (bandiera)          | C     | Robert Ibáñez   |

| N. |                               | Ruolo | Calciatore           |
| -- | ----------------------------- | ----- | -------------------- |
| 13 | Spagna (bandiera)             | P     | Manu Herrera         |
| 14 | Spagna (bandiera)             | C     | Fausto               |
| 15 | Spagna (bandiera)             | D     | Unai García          |
| 17 | Spagna (bandiera)             | A     | Xisco                |
| 18 | Spagna (bandiera)             | D     | Lillo Castellano     |
| 19 | Spagna (bandiera)             | C     | Borja Lasso          |
| 20 | Spagna (bandiera)             | C     | Miguel de las Cuevas |
| 21 | Argentina (bandiera)          | D     | Joaquín Arzura       |
| 22 | Spagna (bandiera)             | D     | Sebas Coris          |
| 23 | Guinea Equatoriale (bandiera) | D     | Aridane Hernández    |
| 24 | Spagna (bandiera)             | C     | Lucas Torró          |
| 30 | Spagna (bandiera)             | C     | Kike Barja           |